# Falkonieri Szent Juliána
Falkonieri Szent Juliána O.S.M (olaszul: Giuliana Falconieri, Firenze, 1270 körül – 1341. június 19.) szentté avatott apáca, a Szervita Világi Rend alapítója.

## Családja
Juliána (más forrásokban Julianna) Firenzében született előkelő családban. Apja fiatalabb éveiben könnyelmű, kicsapongó életet folytatott, de érezve azt, hogy egyre idősebb megtért, testvérének, Boldog Falconieri Eleknek, a szervita rend egyik alapítójának tanácsai alapján. Megtérése után Rómába ment, meggyónt IV. Orbán pápának. Mint gazdag ember a kor szokásai szerint megtérését egy templom építtetésével mutatta ki. Mindezek közben megszületett leánya, Juliána. Nagybátyja Falconieri Elek azt mondta róla, hogy édesanyja nem is leányt, hanem angyalt hozott a világra.

## Szerzetesi élete
Juliána 15 évesen döntött a szerzetesi élet mellett. Ekkor lemondott örökségéről és Benizzi Szent Fülöp kezéből elsőnek vette fel a "köpenyesek" (mantelláták), a szerviták harmadrendjének ruháját. Élete végéig szülei házában maradt, vezeklő életet élt, betegeket ápolt és gyermekeket nevelt. Később az ő hatására jött létre a szervita rend női ága. Egész életében állandó böjtben és szigorú önmegtagadásban élt, amely egészségi állapotát aláásta, súlyos gyomorbetegségben szenvedett, ami miatt élete végén enni már nem tudott, de még az Oltáriszentséget se tudta magához venni. Megkérte a lelkiatyját, hogy hozza be az Oltáriszentséget a szobájába. Ha már nem tudja magához venni, kérte terítsenek a szíve fölé egy korporálét s tegyék oda a szentostyát. Miután ez megtörtént, egy úgynevezett ostya-csoda következett be: a szentostya eltűnt, ő pedig mosolygó arccal meghalt. Holttestén, szíve fölött bevésődve ott látták a szentostya lenyomatát, rajta a kereszttel.

## Rendalapítóként
Benizzi Szent Fülöp 1295 körül javasolta, hogy a szervita rend a világban élő, de szerzetesként élő közösséggel gazdagodjék. Az első aki e munkájában a szerzetesi ruhát átvette tőle Juliána volt. Juliánának adott tanácsai fennmaradtak.

„A harmadrendiek tartsák folyton szem előtt, hogy az ő hivatásuk e világon a küzdés és az ő saját rossz hajlamaik legyőzése.
Hogy magukat a fájdalmas Anyához hasonlóvá tegyék, becsüljék a fájdalmat többre az örömnél, a világi szórakozások Isten szolgálatával nem egyeztethetők össze.
Családjuk körében szeretettel működjenek és a gyakran zavart okozó fölösleges aggodalmaktól tartózkodjanak.
Ájtatosságaik végzését hozzák összhangba a család békéjével, mert Istennek szolgálata - a bűnt kivéve - mindennel összeegyeztethető, a rendes kötelességek teljesítését pedig sohasem akadályozza.
A világ gyakran gúnyolja az ájtatos, visszavonult lelkeket: de ők ne törődjenek azzal és jusson eszükbe mindig az Apostol szava: "Ha én az embereknek óhajtanék tetszeni, nem lennék Krisztus szolgája."
Iparkodjanak mindig hasznosan foglalkozni, mert a tétlenségből sok rossz fakad s az üres szív gyakran világi hiúságokkal telik meg.
Szomorúságaikban forduljanak Istenhez s a szomorúak vigasztalójához, a fájdalmas Szűzanyához, nem pedig a gyarló teremtményekhez.
Kerüljék a világ nagyrabecsülését, de az ájtatosság örve alatt sohasem vessék meg embertársaikat.”

– A szerviták (Mária szolgái) világi harmadrendjének kézikönyve, Magyar Szervita Rendtartomány (Budapest) , 1943

## Tisztelete
Tiszteletét a szervita rend számára már 1420-ban V. Márton pápa engedélyezte, majd XI. Ince pápa 1678. június 26-án boldoggá, XII. Kelemen pápa 1737. június 16-án szentté avatta. A hagyomány szerint segítségét hányinger esetén kérhetjük.

## Fordítás
- Ez a szócikk részben vagy egészben  a   Juliana Falconieri című angol Wikipédia-szócikk fordításán alapul.  Az eredeti cikk szerkesztőit annak laptörténete sorolja fel. Ez a jelzés csupán a megfogalmazás eredetét és a szerzői jogokat jelzi, nem szolgál a cikkben szereplő információk forrásmegjelöléseként.